# Чернявский, Александр Фёдорович
Александр Фёдорович Черня́вский (род. 14 сентября 1938, Рязань) — советский и белорусский учёный в области информатики. Академик Национальной академии наук Беларуси (1994, член-корреспондент с 1986), доктор технических наук (1973), профессор (1978).

## Биография
А. Ф. Чернявский родился 14 сентября 1938 года в Рязани в семье служащих, в 1955 году окончил школу в Ульяновске, в 1960 году получил диплом с отличием на факультете автоматики и телемеханики Рязанского радиотехнического института, работал инженером в Коломне. Через два года он поступил в аспирантуру БГУ, в 1965 году защитил кандидатскую диссертацию по специальности «Радиофизика», в 1971 году — докторскую диссертацию по специальности «Информационно-измерительные системы». С 1971 года Чернявский руководил лабораторией, а затем и отделом средств автоматизации научных исследований НИИ прикладных физических проблем при БГУ, с 1979 по 2010 годы возглавлял этот институт. Под руководством А. Ф. Чернявского НИИ прикладных физических проблем выдвинулся в число ведущих научных учреждений страны. По итогам 1980, 1981, 1983 и 1987 годов институт занимал первое место во Всесоюзном социалистическом соревновании и награждался Переходящим Красным Знаменем МинВУЗа СССР и ЦК отраслевого профсоюза. С 2010 года он возглавляет отдел этого института.
Научная деятельность профессора А. Ф. Чернявского неразрывно связана с педагогической работой. С 1973 по 1979 годы на общественных началах он заведовал кафедрой электронных математических машин Белорусского государственного университета, а с 1986 по 2015 годы руководил кафедрой интеллектуальных систем.
А. Ф. Чернявским подготовлено 12 докторов наук и более 50 кандидатов. Им опубликовано более 320 научных работ, в том числе 12 монографий и 77 авторских свидетельств на изобретения. Он выполняет большую научно-организационную и общественную работу. Являлся членом Президиума НАН Беларуси (1997—2002), членом редколлегий журналов «Весці НАН Беларусі», «Вестник Белорусского государственного университета», «Информатика», председателем редакционной коллегии журнала «Электроника инфо», председателем специализированного Совета по защите докторских диссертаций, членом других специализированных советов по защите диссертаций.

## Научная деятельность
Научные работы Чернявского посвящены созданию измерительных систем и методов автоматизированной обработки информации. Им разработаны позиционно-модулярные методы и устройства параллельно-конвейерной обработки информации, применяемые в физическом эксперименте (ядерная физика, акустика, физика плазмы, лазерная физика и т. д.), на производстве, в образовании (информационно-обучающие системы), в государственных органах (информационно-аналитические системы).
А. Ф. Чернявскому принадлежит ведущая роль в создании белорусской научной школы по разработке физико-технических методов и измерительно-вычислительных средств автоматизации физического эксперимента. Главное направление научной деятельности — разработка теории, аппаратных и программных средств параллельно-конвейерной обработки измерительной информации на основе минимально избыточной модулярной компьютерной арифметики.
А. Ф. Чернявский внёс большой вклад в разработку теоретических основ параметрической обработки быстропеременных случайных сигналов в физическом эксперименте, в создание и широкое внедрение новых высокопроизводительных электронных средств автоматизации научных исследований в различных областях современной физики. Основные научные результаты получены в области технической физики и связаны с разработкой новых принципов и аппаратуры для статистических временных измерений с нано- и пикосекундной разрешающей способностью, оптоэлектронных систем визуализации движущихся объектов и быстропеременных полей электромагнитного излучения, автоматизированных обучающих систем на основе современных средств вычислительной техники.

## Награды
- Заслуженный деятель науки и техники БССР (1979).
- Премия Совета Министров СССР (1984) за создание и внедрение в учебный процесс автоматизированных обучающих систем на базе ЭВМ.
- Государственная премия БССР (1986) за разработку и внедрение в практику оптико-физических исследований статистических методов временного анализа быстропеременных потоков светового излучения.
- Государственная премия СССР (1991) за разработку и внедрение в народное хозяйство систем измерения позиционно-модулярного типа

## Публикации
Чернявский является автором 77 изобретений и более 290 научных работ, среди которых:
- А. В. Потапов, А. Ф. Чернявский. Статистические методы измерений в экспериментальной ядерной физике. — М.: Атомиздат, 1980.
- А. Н. Писаревский, А. Ф. Чернявский. Системы технического зрения. — Л.: Машиностроение, 1988.
- А. Ф. Чернявский и др. Статистический анализ случайных потоков в физическом эксперименте. — Минск: Университетское, 1988.
- А. Ф. Чернявский и др. Высокоскоростные методы и системы цифровой обработки информации. — Минск: Изд-во БГУ, 1996.
- А. Ф. Чернявский. Обработка информации в радиофизических системах. — Минск: БГУ, 2004.